# Mastixia trichophylla
Mastixia trichophylla är en kornellväxtart som beskrevs av Wen Pei Fang. Mastixia trichophylla ingår i släktet Mastixia och familjen kornellväxter. Inga underarter finns listade i Catalogue of Life.